# Tarifa
Tarifa è un comune spagnolo di 18 162 abitanti situato nella comunità autonoma dell'Andalusia, noto per essere il comune più meridionale dell'intera Europa continentale.
Le principali attività sono turismo, pesca e industria (conserve ittiche). Anche il porto ha particolare importanza.
È conosciuta come la città del vento (caratteristico della zona: il levante) e come la città del surf.

## Geografia
La città si trova nella provincia di Cadice, a soli 14 km dal Marocco: la costa africana è ben visibile col profilo della montagna chiamata Jebel Moussa. Il punto più a sud è chiamato Punta de Tarifa e si trova su un isolotto, l'Isola de las Palomas, che è collegato alla città da un tratto di strada che facilita l'accesso al faro. Questo è il motivo per cui viene considerata il punto di congiunzione fra due continenti a due culture, precisamente l'europea e africana.
Il Capo, Punta di Tarifa o isla de las Palomas, è bagnata dalle acque del Mar Mediterraneo (a est) e da quelle dell'oceano Atlantico (a ovest) che bagna la costa di questa città. Il comune, la cui estensione è di 419 km², è il più esteso della Comarca di Campo di Gibilterra. Confina ad est con il territorio dei comuni di Algeciras e Los Barrios, a nord-est con Medina-Sidonia e a nord con Vejer de la Frontera e Barbate.

## Storia
Fondata dai greci, fu la prima colonia romana in Spagna Iulia traducta; conquistata dagli arabi al comando del capo berbero Tarīf b. Malik, da cui prese il nome, fu riconquistata (1292) dal re di Castiglia Sancho IV e difesa (1340) contro i mori dal re Alfonso XI di Castiglia nella battaglia del rio Salado.

## Monumenti e luoghi d'interesse

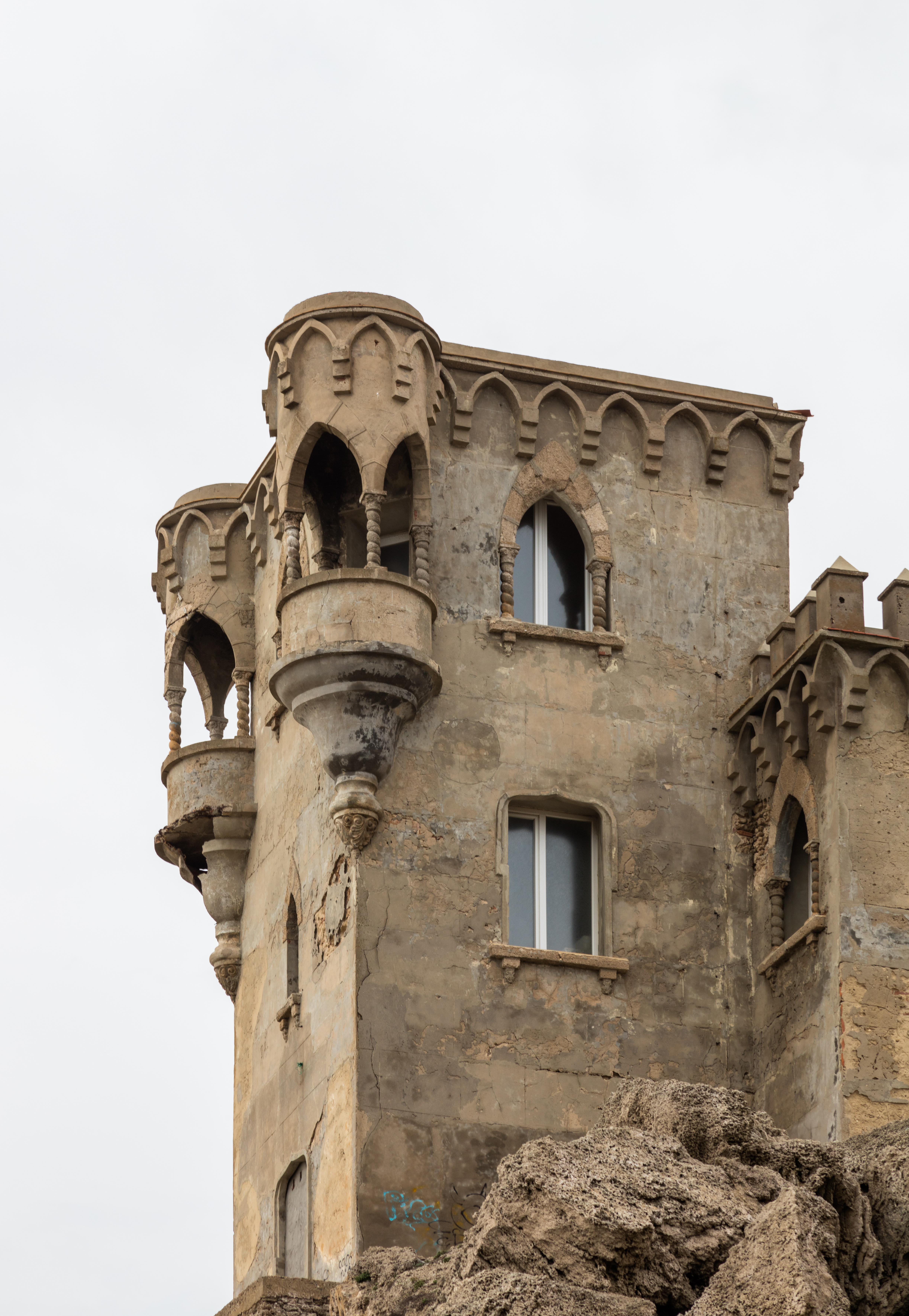
Castelo di Santa Catalina.

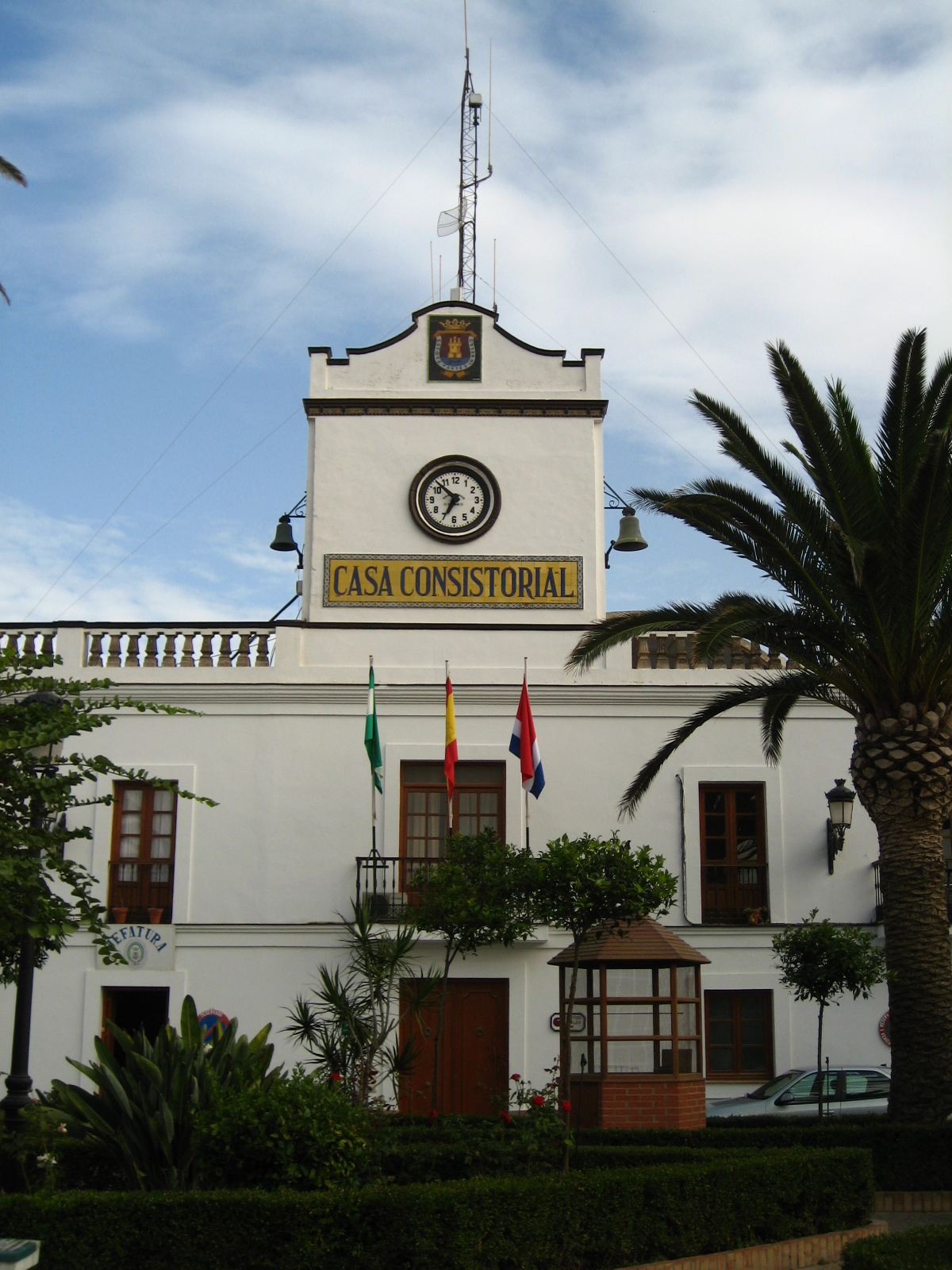
Il municipio

Tarifa vanta di un ricco patrimonio storico-culturale e monumentale.  
- Castillo de Tarifa o di Guzmán el Bueno, uno dei più belli e conosciuti monumenti della città. Si innalza nella parte più a sud della città, in parallelo alla linea della costa. Questa fortezza tarifeña è in realtà molto difficile da descrivere, alcuni definiscono la sua pianta come un trapezio regolare, altri sostengono invece che corrisponda ad un quadrilatero irregolare. Ne si può subito notare nello stile, senza opinioni contrastanti, l'influenza romana e bizantina. La fortezza non presenta però i suoi originari elementi costruttivi, a causa dei ripetuti restauri nel castello, infatti il suo aspetto attuale e la sua morfologia, è il risultato di un lungo processo, che a poco a poco vi furono aggregate al primitivo recinto nuove costruzioni architettoniche. Per il castello passarono truppe nord-africane, nasridi, castigliane, e addirittura britanniche, durante la Reconquista. Imponenti e poste ai due estremi si evidenziavano le due torri. La prima, posta nel lato a nord, era una torre molto larga che, da quello che si è potuto evincere, vantava anche una considerevole altezza. La seconda, posta invece nel lato sud, è la torre dell'offerta o di Atalaya, che alla sua costruzione vantava il doppio dell'altezza rispetto allo stato attuale. Oggigiorno entrambe le torri non sono più alte del livello del cammino all'interno della fortezza, che vantava anche di un nucleo difensivo con due porte d'uscita e d'accesso, una verso la città e una verso l'esteriore. In ultimo dobbiamo alludere all'esistenza di alcuni elementi decorativi, come la lapide fondazionale della fortezza del secolo X, in cui l'originale arabo suona così in traduzione castigliana:

    En el nombre de Dios Misericordioso y Clemente.

    Alabado sea Dios, Señor del Universo. Bendiga

    Dios a Mahoma el que cierra la serie de los Profetas.

    Ordenó el siervo de Dios Abderramán

    Emir Almuninin, cuya vida Dios guarde,

    construir esta fortaleza. Acabose de construir

    en el mes de Safar del año trescientos cuarenta y nueve

    Habiendo mediado en la obra ¿el visir?

    Abderramán Ben...

    cliente suyo.
- Baelo Claudia antica città romana distante circa venti chilometri nei pressi del villaggio di Bolonia.

## Infrastrutture e trasporti

### Strade

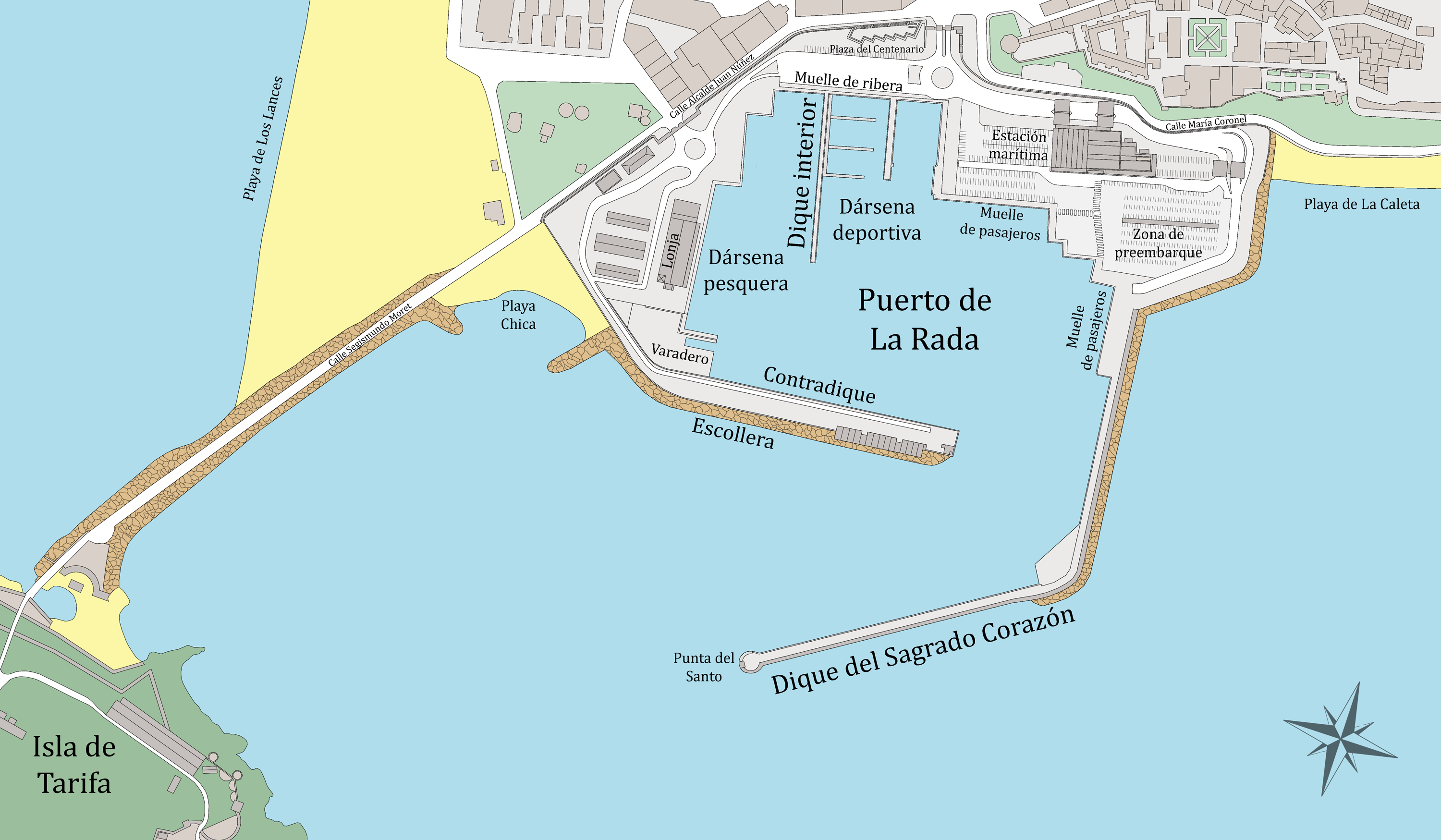
Porto di Tarifa

- Autovía del Mediterráneo :   Algeciras-Barcelona.
- Carretera del Mediterráneo  (N-340):Cadice-Algeciras.
- Autovía Costa de la Luz  (E05):  Cadice-Vejer de la Frontera. In attesa del completamento della sezione di Vejer de la Frontera-Algeciras.
- Jerez-Los Barrios  (A-381):  Jerez de la Frontera-Los Barrios.

### Ferrovie
La stazione ferroviaria più vicina è Algeciras, a 21 km dalla città. Collegamenti con Granada, Cordoba e Madrid.